# Mayfair

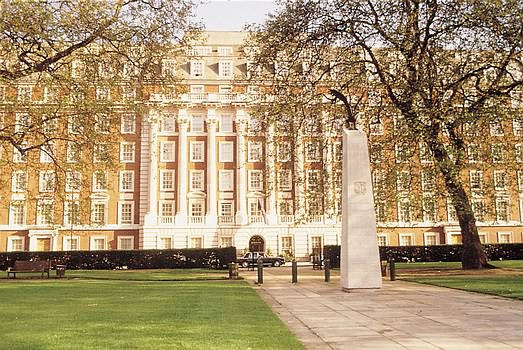
The Biltmore Mayfair, ett lyxhotell vid Grosvenor Square.

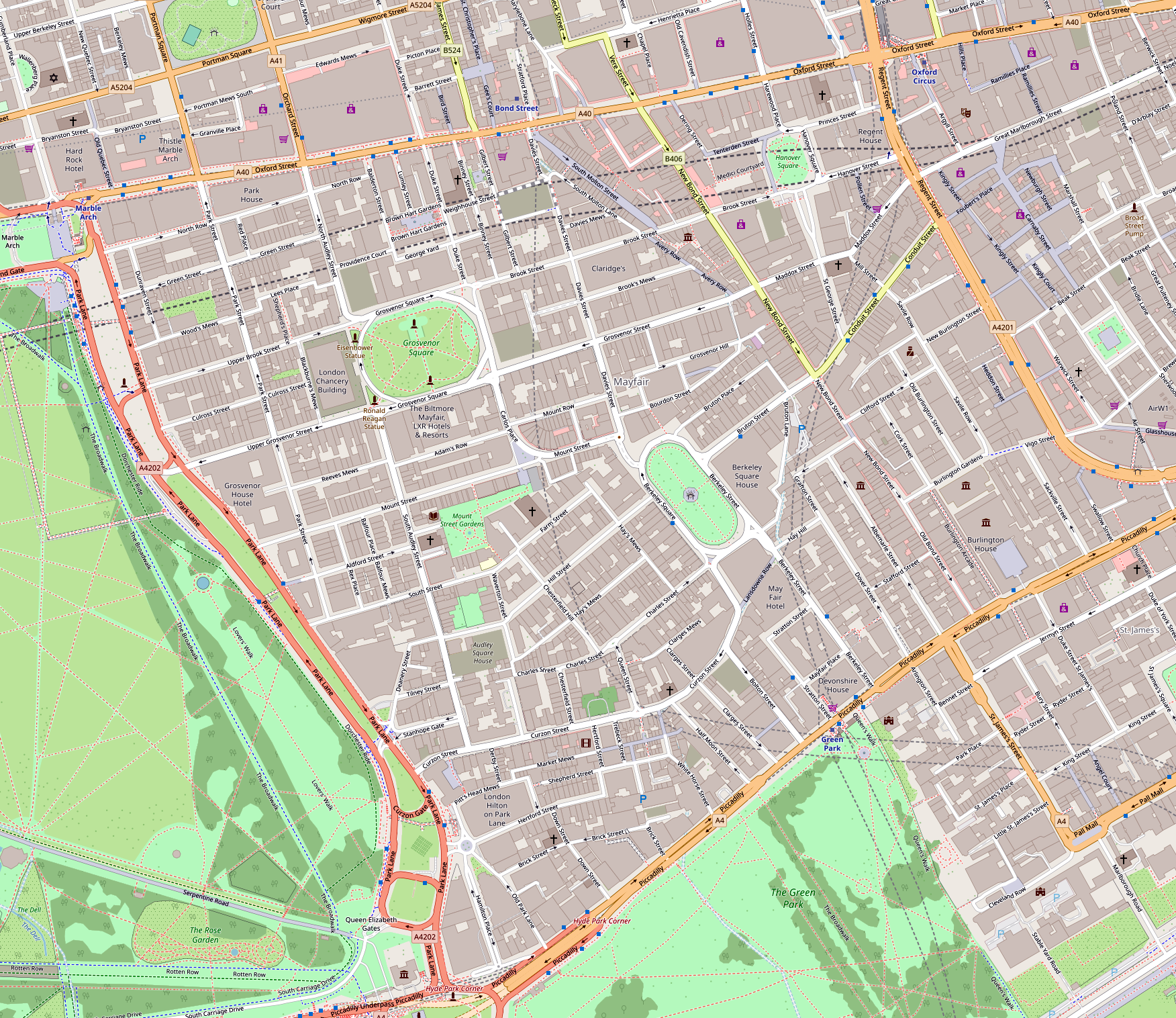
Karta över Mayfair, från Open Street Map.

Mayfair (lyssna (fil)) är en stadsdel (district) i London, Storbritannien. Stadsdelen ligger i centrala London i West End. Mayfair ligger öster om Hyde Park i kommunen (borough) City of Westminster, mellan Oxford Street, Regent Street, Piccadilly och Park Lane.
Stadsdelen räknas som en av de mest exklusiva i London. Området Mayfair härstammar från 1700-talet. Flera utländska ambassader, bland annat den amerikanska, ligger också där samt flera hotell. Stora delar av bebyggelsen har även numera gjorts om till kontor.